# 10cc
10cc — британський рок-гурт, мав найбільший фінансовий успіх в 1970-х.

## Історія гурту
Утворений влітку 1972 року в Манчестері. До першого складу гурту ввійшли: Грем Гулдмен (Graham Gouldman; 10 травня 1945, Манчестер, Велика Британія) — вокал, гітара; Ерік Стюарт (Eric Stewart; 20 січня 1945, Манчестер, Велика Британія) — вокал, гітара; Лол Крім (Lol Creme; 19 вересня 1947, Манчестер, Велика Британія) — вокал, гітара та Кевін Годлі (Kevin Godley; 7 жовтня 1945, Манчестер, Велика Британія) — ударні, вокал. Всі музиканти мали солідний музичний стаж, який вони почали здобувати ще у другій половині 1960-х років. Гулдмен, наприклад, був автором багатьох хітів гуртів The Yardbirds, The Hollies та Herman's Hemits, а як гітарист виступав у популярних у 1960-х роках групах The Mockingbirds і The Mindbenders. Годлі та Крім — досвідчені студійні музиканти і разом з Стюартом (який також з Гулдменом входив до складу The Mindbenders) виступали у формації Hotlegs.
Після нетривалого періоду співпраці з Нілом Сідакою, 10cc дебютували як самостійний гурт, яку популяризувала фірма Джонатана Кінга «UK». 1973 року їх сингл «Donna» потрапив на друге місце британського Тор 20. Підробка під популярний у 1950-х роках стиль ду-воп відкрила цілу серію хітів, які не зникали аж до кінця десятиріччя.
10cc опанували до бездоганності майстерність адаптації старих стилів і хітів для молодіжної публіки. Проте і старші слухачі оцінили музичний та літературний жарти, а також високу якість записів. На рок-класику 1970-х років перетворились, наприклад, такі хіт-сингли, як «Rubber Bullets», «The Dean & I», «What Street Shuffle», «Silly Love» та «Life Is A Minestrone», які поєднували іронію та пародію з гумором. 1975 року трагікомічний твір «I'm Not In Love» злетів на вершину британського та американського чартів. Чималими хітами виявились і чергові сингли «Art For Art Sake» та «I'm Mandy Fly Me»: перший з цинічним, а другий із закрученим біографічним текстом.
У листопаді 1976 року 10cc розпались на дві фракції. Годлі та Крім утворили дует, а Стюарт з Гулдменом, залишивши назву 10cc, запросили Тоні О'Моллі (Tony O'Malley) — клавішні; Пола Бергесса (Paul Bergess) — клавішні, ударні; Ріка Фенна (Rick Fenn) — гітара та Стюарта Тоша (Stuart Tosh) — ударні. 1978 року О'Моллі змінив Данкен Мекей (Duncan Mackay), a 1980 року місце Мекея зайняв Вік Емерсон (Vic Emerson).
Після виходу Годлі та Кріма із складу 10cc відзначилась ще двома значними хітами — пересолодженим твором «The Things We Do For Love» та жартівливим реггі «Dreadlock Holiday». Проте інші записи були позбавлені привабливості та задумів старих хітів і мандрували у нижніх частинах топів аж до 1982 року, коли після запису S3 студійними музикантами альбому «Windows In The Jungle» Стюарт та Гулдмен вирішили розпустити гурт. Перший як продюсер співпрацював S3 Sad Cafe та Полом Маккартні. Другий теж як продюсер працював з Гілбертом О'Саллівеном та The Ramones, a згодом разом з Ендрю Воксом (Andrew Wax) утворив гурт Wax. 1992 року Стюарт та Гулдмен повернулися до спільної діяльності, внаслідок чого 1992 року з'явився альбом «Meanwhile», а 1995-го — «Mirror Mirror».

## Дискографія
- 10cc (1973)
- Sheet Music (1974)
- The Original Soundtrack (1975)
- How Dare You? (1976)
- Deseptive Bends (1977)
- Bloody Tourists (1978)
- Look Hear? (1980)
- Ten Out of 10 (1981)
- Windows In The Jungle (1983)
- Meanwhile (1992)
- Mirror Mirror (1995)